# Alexander Vandegrift
Alexander Archer Vandegrift (13. března 1887 – 8. května 1973) byl vysoce vyznamenaný americký generál, který sloužil u Námořní pěchoty Spojených států amerických. Během prvních let druhé světové války velel v Pacifiku 1. divizi námořní pěchoty při strategické bitvě o Guadalcanal na Šalomounových ostrovech a byl vyznamenán medailí cti, nejvyšším vyznamenáním, které může člen ozbrojených sil Spojených států amerických získat za chrabrost v boji.
Následně velel I. obojživelnému sboru námořní pěchoty během úvodních dnů bitvy o Bougainville na Nové Guineji a po návratu po vlasti se stal v pořadí 18. vrchním velitelem sboru námořní pěchoty. V této funkci se následně stal prvním důstojníkem, který byl v aktivní službě u námořní pěchoty povýšen na čtyřhvězdičkového generála. Do výslužby odešel po válce v prosinci 1947.

## Mládí a počátky kariéry
Alexander Archer Vandegrift se narodil 13. března 1887 v Charlottesville ve státě Virginie jako syn William Thomase Vandegrifta a jeho ženy Sarah Agnes Archerové. Pocházel z rodiny, které měla smíšený švédsko-anglicko-holandský původ a přišla do Severní Ameriky kolem roku 1600. V dětství se mladý „Archer“ (jak byl oslovován svým okolím) věnoval četbě historických knih, zejména ho zajímaly napoleonské války. V létě roku 1906 maturoval na střední škole v Charlottesville a následně se zapsal na Univerzitu ve Virginii, ale studia zanechal po čtyřech semestrech na podzim roku 1908.
Vandegrift se poté rozhodl vstoupit do řad námořní pěchoty a po absolvování potřebných testů, byl přijat v hodnosti poručíka dne 22. ledna 1909. Následoval důstojnický výcvik v důstojnické škole námořní pěchoty v Jižní Karolíně, kde se Vandegriftovi z počátku moc nedařilo a v prvotních hodnoceních od nadřízených byl hodnocen jako „Neuspokojivý“ a popisován jako „…důstojník, jenž nedává dostatečnou váhu svým povinnostem, a pokud nedojde k výraznému zlepšení, námořní pěchota na tom bude škodna…“.
Nicméně hrozilo, že by mohl o svoji důstojnickou hodnost přijít, takže se jeho přístup ke studiu začal následně měnit k lepšímu. Jeho další hodnocení již obsahovalo známku „Dobrý“ a v prosinci 1909 byl Vandegrift hodnocen jako „Vynikající“. Po dokončení výcviku počátkem následujícího roku, byl odvelen do Portsmouthu ve státe New Hampshire, kde sloužil u místní posádky námořní pěchoty v námořních loděnicích až do roku 1912.
V září téhož roku byl Vandegrift odvelen jako člen expedičních sil do Nikaragui poté, co tamní prezident Juan José Estrada požádal o vojenskou pomoc po vypuknutí rebelie vedené liberálními generály Nikaragujské armády. Vandegrift se následně účastnil bojů proti rebelům o pevnost Coyetope. Prapor námořní pěchoty pod velením majora Smedley Butlera musel za rozbřesku postupovat obtížným terénem do kopce, ale jeho mužům se podařilo pobít 32 rebelů a zajmout kolem dalších 300. Revoluce tímto bylo úspěšně potlačena a Vandegrift byl odvelen na Kubu, kde sloužil na námořní základně Guantánamo následující dva roky.
Vandegrift se poté účastnil vylodění ve městě Veracruz, na jihu Mexika v létě 1914, poté co došlo k vyostření diplomatických vztahů mezi Spojenými státy a Mexikem a prezident Woodrow Wilson nařídil vojenskou intervenci. Konflikt utichl až na podzim a Vandegrift se dočkal povýšení na nadporučíka v prosinci téhož roku. Následně byl odvelen do rozšířeného výcvikového kurzu na námořní loděnici ve Filadelfii a po jeho dokončení, byl zařazen k 1. pluku námořní pěchoty a odvelen na Haiti.
V zemi vypukla revoluce poté, co byl na prezidenta Vilbruna Guillaumeho Sama proveden atentát koncem července 1915 vzbouřenci z řad opozice. Zároveň začaly být formovány milice nazývané Cacos, jenž začaly terorizovat místní obyvatele, rabovat a vraždit. Vandegrift se účastnil mnoha patrol v džungli namířených proti Cacos a po povýšení na kapitána v srpnu 1916, byl jmenován instruktorem u Haitského četnictva v hlavním městě Port-au-Prince. Jeho služba na Haiti trvala až do prosince 1918, takže se nemohl zúčastnit bojů na západní frontě ve Francii jako mnoho jeho pozdějších kolegů.

## Meziválečné období

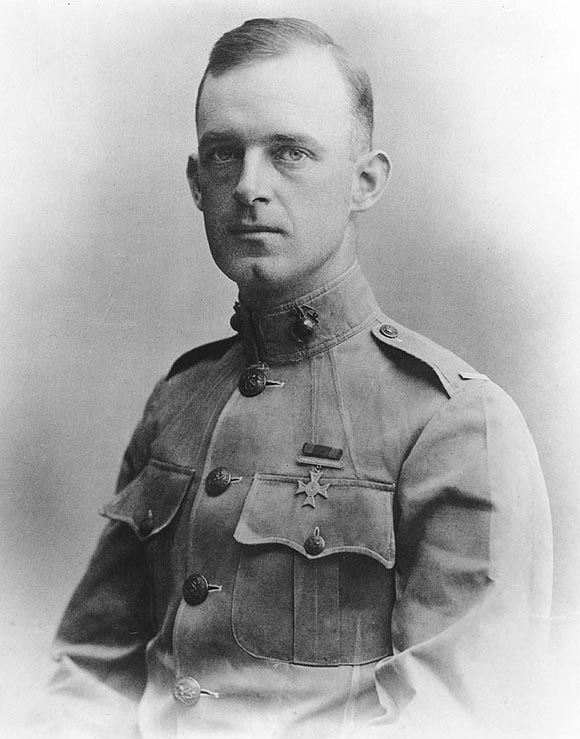
Vandegrift jako nadporučík kolem roku 1915

Po krátké službě ve Státech, byl Vandegrift odvelen zpět na Haiti a sloužil zde opět jako instruktor u tamějšího četnictva až do jara roku 1923. Během svého druhého turnusu v této zemi se dočkal povýšení na majora v červnu 1920 a funkce inspektora Haitského četnictva. Haitská vláda si jeho služeb velice cenila a proto byl později vyznamenán jejich medailí za vynikající službu a dvakrát vojenskou medailí za zásluhy.
Vandegrift se vrátil do své vlasti v dubnu 1923 a sloužil na základně námořní pěchoty v Quanticu ve Virginii až do května 1926. Opět si rozšířil své vojenské znalosti a během služby v Quanticu absolvoval roční kurz pro polní důstojníky. Po dokončení kurzu byl Vandegrift odvelen do San Diega v Kalifornii, kde sloužil na tamější základně námořní pěchoty jako zástupce náčelníka štábu po dobu zhruba šesti měsíců.
V února 1927 obdržel Vandegrift rozkaz k nalodění a odplutí do Číny. Jeho novým působištěm se měl stát 4. pluk námořní pěchoty umístěný ve městě Tiencin na severu země. Vandegrift převzal velení 3. praporu pluku a později byl jmenován operačním a výcvikovým důstojníkem celého pluku. V zemi mezitím vypukla občanská válka mezi stoupenci komunistů pod vedením Mao Ce-tunga a národní armádou po velením prezidenta Čankajška a úkolem 4. pluku se stala obrana města Tiencin a jeho okolí.

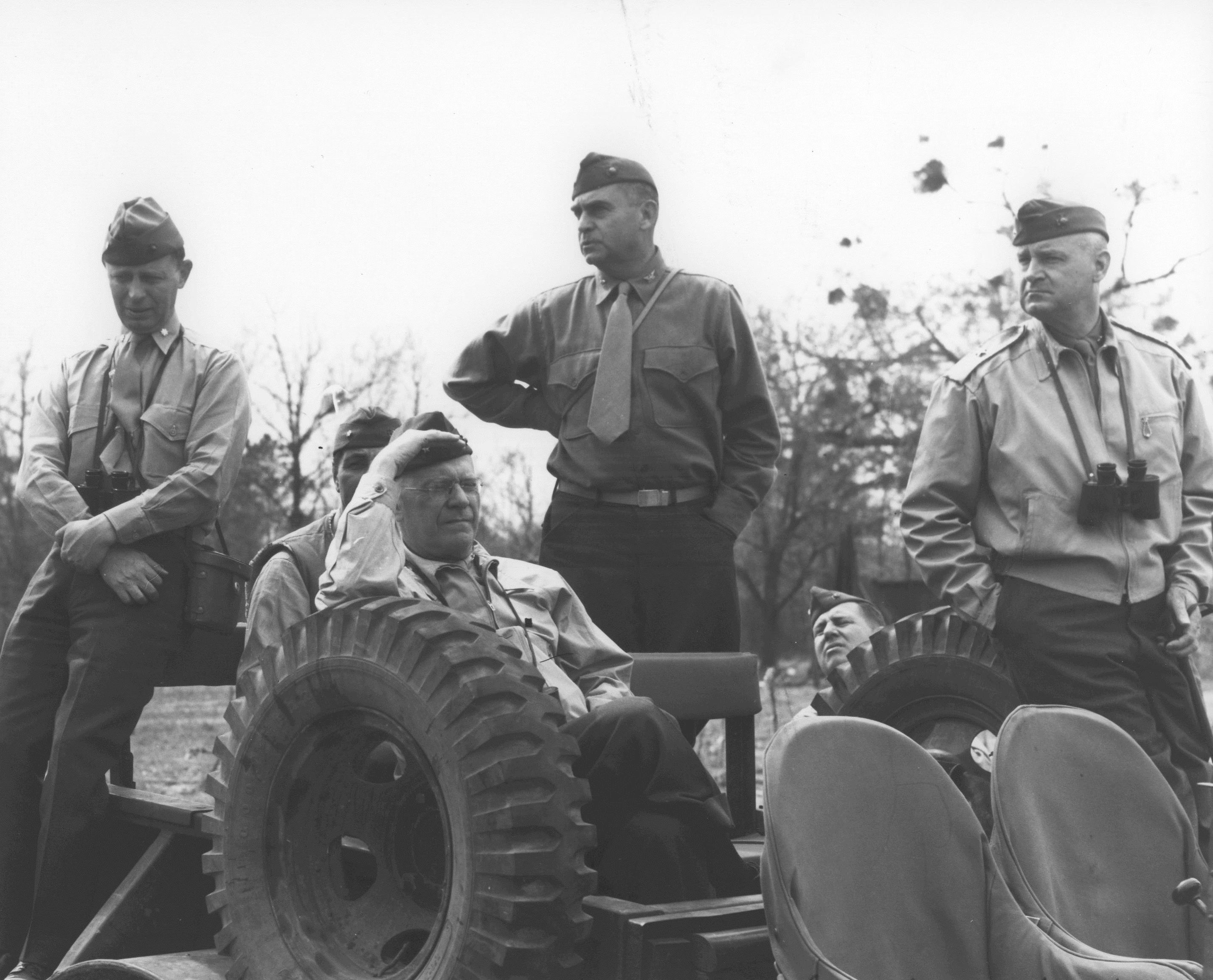
Brigádní generál Vandegrift (stojící vpravo) během manévrů 1. námořní divize poblíž základny Camp Lejeune. Generál Thomas Holcomb sedí uprostřed s podepřenou hlavou

Po návratu do vlasti v září 1928, Vandegrift sloužil na hlavním velitelství námořní pěchoty ve Washington, D.C. jako zástupce vrchního koordinátora ve finančním oddělení. Jednalo se o plně administrativní pozici a jeho služba zde trvala několik let, než byl převelen na základnu námořní pěchoty v Quanticu ve Virginii jako zástupce náčelníka štábu pro personální záležitosti u nově zformovaných námořních sil flotily (Fleet Marine Force) pod velením generálmajora Charlese H. Lymana. Jednalo se o nový koncept velení obojživelných jednotek určených pro expediční účely v případě vyhlášení pohotovosti a jeho hlavní odpovědností bylo plánování výcviku jednotek podřízených, koordinace záložních jednotek a další personální záležitosti. Do hodnosti podplukovníka byl povýšen v červnu 1934.
V červenci 1935 byl Vandegrift odvelen zpět do Číny a sloužil jako velitel ochranného oddílu přiděleného na americkou ambasádu v Pekingu až do června 1937, kdy byl odvelen zpět do Států. Během svého druhého působení v Číně, Vandegrift měl možnost sledovat zhoršující se situaci na Dálném východě, kdy Japonsko soustředilo větší množství svých vojsk v sousedním Mandžusku a vypovězení několika mírových smluv ze strany Japonska. Měsíc po jeho odjezdu, vypukla druhá čínsko-japonská válka. Na plukovníka byl povýšen v září 1936.
Vandegrift byl po svém návratu odvelen zpět do Washingtonu, kde byl jmenován do nově zřízené funkce vojenského tajemníka v kanceláři vrchního velitele sboru námořní pěchoty, major generála Thomase Holcomba. V této roli bylo jeho hlavní zodpovědností bylo sloužit jako poradce generálu Holcombovi a organizovat mu denní rozvrh včetně řízení početného personálu jeho kanceláře. V této funkci se Vandegrift velice osvědčil a proto ho generál Holcomb jmenoval svým zástupcem v březnu 1940. Pro tuto vysokou funkci byl rovněž povýšen do hodnosti brigádního generála o měsíc později.

## Druhá světová válka

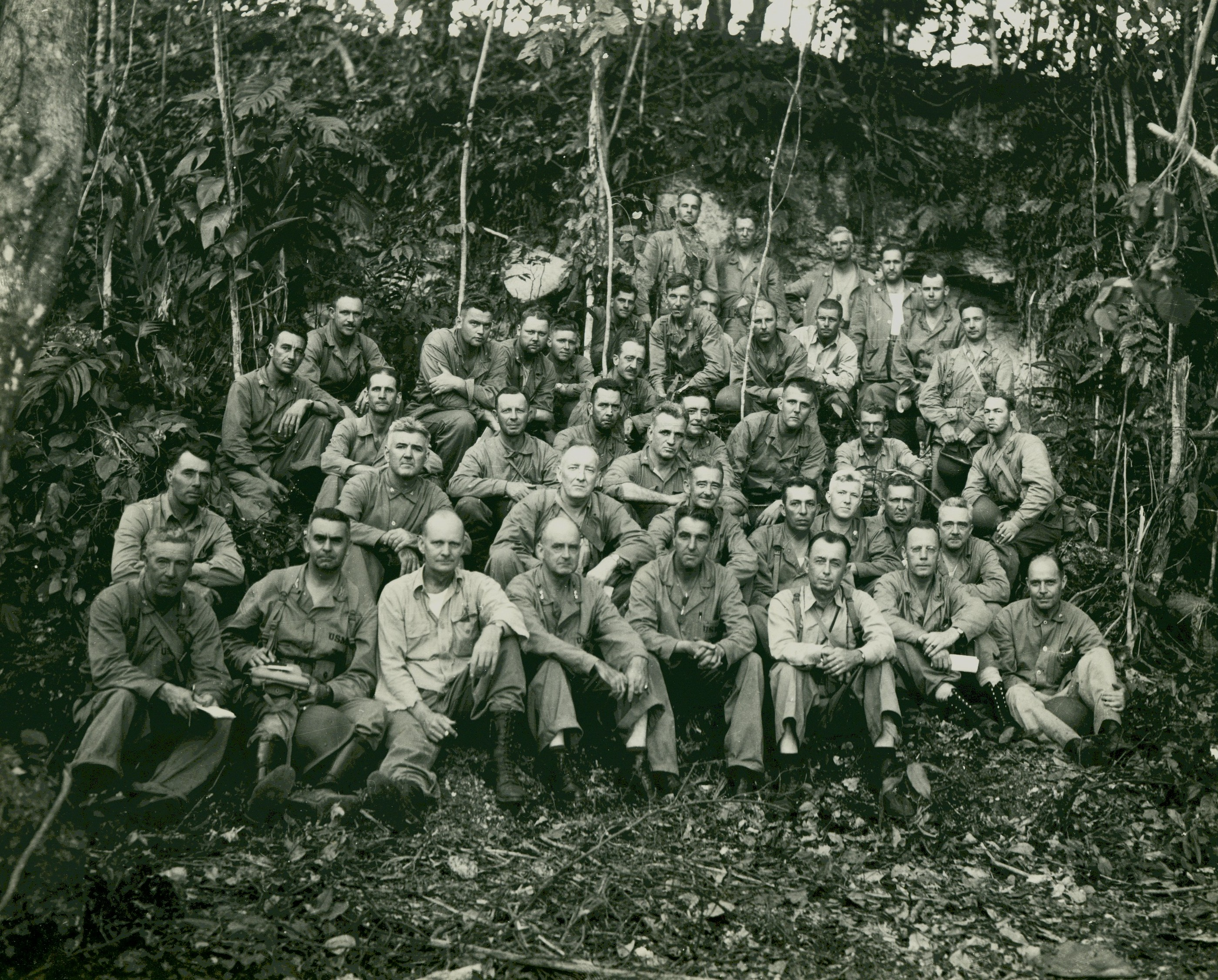
Vandegrift (první řada, čtvrtý zleva) pózuje se štábem 1. námořní divize během tažení na ostrově Guadalcanal v srpnu 1942

Ve Washingtonu sloužil Vandegrift až do poloviny listopadu 1941, kdy byl převelen do štábu nedávno zformované 1. divizi námořní pěchoty, kde byl jmenován zástupcem velitele divize, major generála Philipa H. Torreyho. Po japonském útoku na Pearl Harbor dne 7. prosince 1941 a vstupu Spojených států do války, se divize začala intenzivně připravovat na bojové nasazení v Pacifiku, avšak námořní cvičení na pobřeží Severní Karolíny ukázalo, jak moc je divize nepřipravená.
Generál Holcomb usoudil, že za nepřipraveností je hlavně velení generála Torreyho a zprostil ho velení v březnu 1942. Na jeho místo následně navrhl Vandegrifta, kterého dobře znal z dob jeho působení na velitelství námořní pěchoty coby jeho tajemníka a povýšil ho do hodnosti dvouhvězdičkového major generála. Následoval další výcvik divize a nakonec přesun na Samou a Nový Zéland v dubnu 1942, kde se vyčkávalo dalších rozkazů.

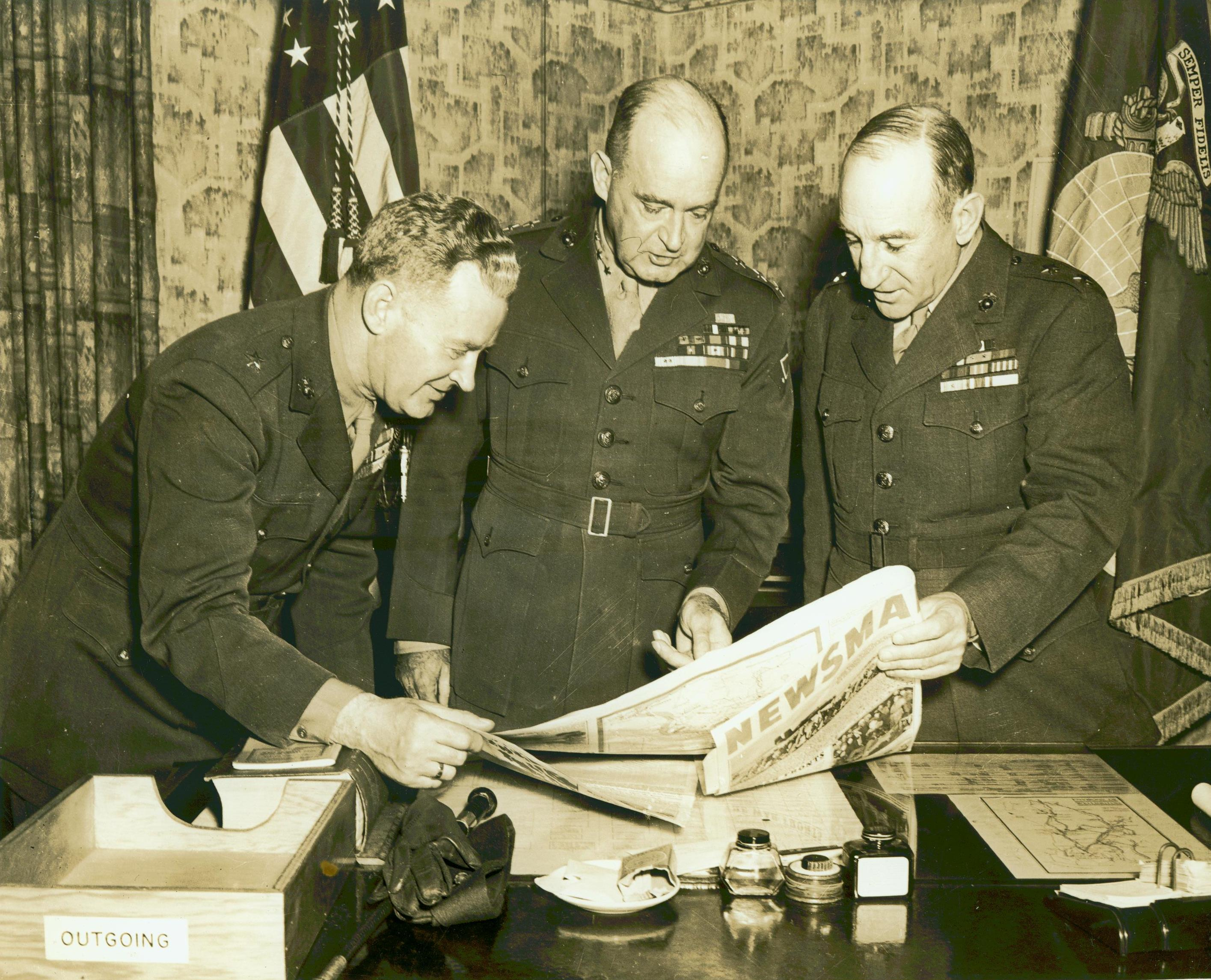
Vandegrift (uprostřed) v rozhovoru s generály z 2. námořní divize, Julianem C. Smithem (vpravo) a Leem D. Hermlem, Nový Zéland, září 1943

Počátkem srpna dostal Vandegrift rozkaz vykonat obojživelné útoky na ostrovy Tulagi, Gavutu a Tanambogo, spadající pod Šalomounovy ostrovy a oblast zajistit. Po dvou dnech bojů se podařilo jednotkám první divize ostrovy obsadit při čemž padlo 122 mariňáků a přes 200 bylo zraněno a Japonci ztratili téměř 900 mužů. Za příkladné velení a zajetí těchto ostrovů byl Vandegrift vyznamenán námořním křížem, druhým nejvyšším vyznamenáním za chrabrost v boji.
Paralelně s těmito operacemi se zbylé jednotky první divize vylodily na ostrově Guadalcanal, kde nepřítel mezitím zřídil vojenské letiště a vybudoval předsunutou základnu čítající kolem 30 tisíc mužů. Hlavním cílem bylo Guadalcanal obsadit a vybudovat vlastní předsunutou základnu pro budoucí útok na ostrov Rabaul v souostroví Nová Británie. Guadalcanal byl dobit až počátkem roku 1943 a první divize utrpěla ztráty 650 padlých, kolem 1300 raněných a dalších 8600 trpělo malárií.
Vandegrift a jeho divize byli následně odveleni do Austrálie, kde bylo jejich hlavním úkolem odpočinek a výcvik. Nedlouho poté byl za svoje velení divize na Guadalcanalu vyznamenán medailí cti, nejvyšším vyznamenáním, které může člen ozbrojených sil Spojených států amerických získat za chrabrost v boji. Pro tuto příležitost odletěl Vandegrift do Washingtonu, kde mu ji osobně předal v Bílém domě prezident Franklin D. Roosevelt.
Ve velení první divize byl Vandegrift vystřídán svým zástupcem, generálem Williamem H. Rupertusem počátkem července 1943 a poté převzal velení I. obojživelného sboru s velitelstvím na ostrově Nová Kaledonie. Původní velitel I. sboru, major generál Clayton B. Vogel nesplňoval očekávání vrchního velitele námořního pěchoty Holcomba a ten se rozhodl Vogela nahradit opět svým osvědčeným podřízeným, Vandegriftem, kterého pro toto velení povýšil na tříhvězdičkového generálporučíka.
Do bojové sestavy sboru spadala hlavně nově sestavená 3. divize námořní pěchoty; armádní 37. pěší divize, která rovněž přijela nově ze Státu a trénovala na nedávno získaném Guadalcanalu; a novozélandská 8. brigáda. Opět následovalo období výcviku a přípravy na následující cíl, ostrov Bougainville na Nové Guineji. Avšak koncem září 1943 se Vandegrift dozvěděl, že generál Holcomb plánuje odejít do důchodu a navrhl právě jeho jako svého nástupce.
Vandegrift proto předal velení major generálu Charlesi D. Barrettovi, který doposud velel 3. námořní divizi na Novém Zélandu. Holcomb začal svému nástupci předávat svou agendu, avšak toto netrvalo dlouho, neboť generál Barrett náhle 8. října 1943 zemřel a Vandegrift byl nucen se vrátit zpět do Pacifiku a převzít opět velení I. obojživelného sboru. Pokračoval poté s přípravou na vylodění na Bougainville, které se uskutečnilo 1. listopadu v v zátoce císařovny Augusty. Úspěšně se mu podařilo vytvořit předmostí, než předal velení novému veliteli, generálu Royi S. Geigerovi o týden později.
Po návratu do vlasti, pokračoval Vandegrift s přebíráním agendy od generála Holcomba, což dokončili k 31. prosinci 1943, kdy byl jmenován v pořadí 18. vrchním velitelem sboru námořní pěchoty. V této funkci se podílel na plánování a dohledu nad operacemi námořní pěchoty v jižním Pacifiku, výcviku záložních jednotek mimo další povinnosti. Rovněž nechal aktivovat 6. divizi námořní pěchoty. V této funkci se následně stal k dubnu 1945 prvním důstojníkem, který byl v aktivní službě u námořní pěchoty povýšen na čtyřhvězdičkového generála. Za svoji službu během války jako vrchní velitel sboru námořní pěchoty byl vyznamenán námořní medailí za vynikající službu.

## Poválečná služba

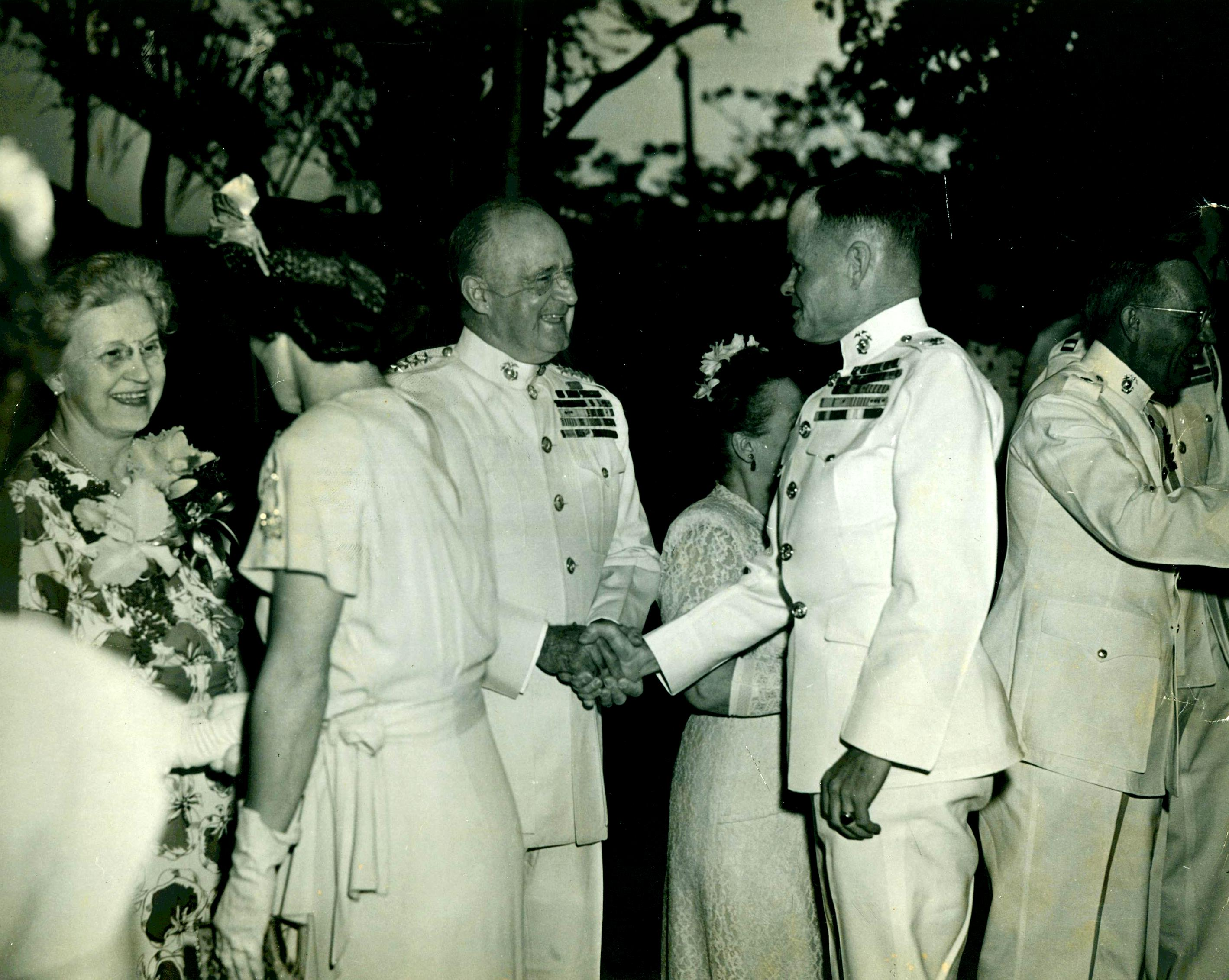
Vandegrift (uprostřed) v přátelském rozhovoru s plukovníkem Chesty Pullerem v roce 1946

Po skončení druhé světové války měl Vandegrift na starosti demobilizaci námořní pěchoty, při čemž z původních šesti námořních divizí; pěti bojových křídel a dalších podpůrných jednotek čítajících dohromady zhruba 500 tisíc mužů, mu zbyly pouze dvě divize; dvě křídla a několik podpůrných logistických a ženijních jednotek o zhruba celkem 100 tisíc mužích. Vandegrift byl rovněž nucen čelit pokusům politiků o sloučení námořní pěchoty s armádou a letectvem.
Do výslužby odešel k 31. prosinci 1947 a byl nahrazen generálem Cliftonem B. Catesem. Za svoji poválečnou službu během reorganizace námořní pěchoty, obdržel Vandegrift svoji druhou námořní medaili za vynikající službu. Dostalo se mu rovněž pocty od několika spřátelených zemí a obdržel např. Řád lázně a Řád britského impéria od Spojeného království; Řád čestné legie od Francie nebo Řád Oranžsko-nasavský od Nizozemí.

## Penze a úmrtí
V penzi se Vandegrift věnoval psaním svých pamětí, které následně vydal v roce 1964 za pomoci spisovatele Roberta B. Aspreye pod názvem Once a Marine: The Memoirs of General A. A. Vandegrift Commandant of the U.S. Marines in WW II (Kdysi mariňák: vzpomínky generála A. A. Vandegrifta – velitele sboru námořní pěchoty během druhé světové války).
Generál Alexander A. Vandegrift zemřel po dlouhé nemoci 8. května 1973 ve věku 86 let v námořní nemocnici v Bethesdě ve státu Maryland. Pohřben je na Arlingtonském národním hřbitově společně se svými dvěma manželkami, Mildred (1886–1952) a Kathryn (1903–1978). Z prvního manželství měl syna Alexandera Archera Jr., jenž rovněž sloužil u námořní pěchoty během druhé světové války a byl několikrát vyznamenán za hrdinství v boji. Do výslužby odešel jako plukovník.

## Vojenská vyznamenání
Zde je uveden seznam vyznamenání, které generál Vandegrift obdržel během své dlouhé služby v ozbrojených silách Spojených států amerických:
| Medaile cti                                           | Medaile cti |
| Námořní kříž                                          | Námořní kříž |
| Námořní medaile za vynikající službu                  | Námořní medaile za vynikající službu (2x)                                                                                  |
| Námořní pochvala prezidenta pro jednotku              | Námořní pochvala prezidenta pro jednotku                                                                                   |
| Pochvala námořnictva pro jednotku                     | Pochvala námořnictva pro jednotku                                                                                          |
| Expediční medaile námořní pěchoty                     | Expediční medaile námořní pěchoty s třemi hvězdami za jednotlivá nasazení                                                  |
| Medaile za službu v Nikaragui                         | Medaile za službu v Nikaragui                                                                                              |
| Medaile za službu v Mexiku                            | Medaile za službu v Mexiku                                                                                                 |
| Medaile za službu na Haiti                            | Medaile za službu na Haiti se služební hvězdou za opětovné udělení                                                         |
| Medaile Vítězství v první světové válce               | Medaile za vítězství v první světové válce se sponou „Západní Indie“                                                       |
| Medaile za službu na Jang-c'-ťiang                    | Medaile za službu na Jang-c’-ťiang                                                                                         |
| Americká medaile za obranu                            | Americká medaile za obranu                                                                                                 |
| Medaile za službu v kontinentálních Spojených státech | Medaile za americké tažení                                                                                                 |
| Medaile za službu v Pacificku                         | Medaile za asijsko-pacifické tažení se čtyřmi hvězdami za jednotlivá tažení (Tulagi, Guadalcanal, New Guinea, New Britain) |
| Medaile Vítězství v druhé světové válce               | Medaile za vítězství v druhé světové válce                                                                                 |
| Medaile Vítězství v druhé světové válce               | Velkokříž Řádu Oranžsko-nasavského (Nizozemí)                                                                              |
| Řád lázně                                             | Čestný člen, Řádu lázně (Spojené království)                                                                               |
| Řád britského impéria                                 | Komandér, Řádu britského impéria (Spojené království)                                                                      |
| Řád čestné legie                                      | Velkodůstojník, Řád čestné legie (Francie)                                                                                 |
| Řád Abdona Calderóna                                  | Řád Abdóna Calderóna, 1. třídy                                                                                             |
| Peruánský Letecký kříž                                | Peruánský Letecký kříž, 1. třídy                                                                                           |
| Řád posvátné třínožky                                 | Čínský řád posvátné třínožky                                                                                               |
| Haitská medaile za vynikající službu                  | Haitská medaile za vynikající službu                                                                                       |
| Haitská vojenská medaile                              | Haitská vojenská medaile (2×)                                                                                              |